# Dorestad

Dorestad est une ancienne ville de Frise, et un emporium parmi les plus importants de l'Europe du haut Moyen Âge, qui a connu son âge d’or durant les VIIIe et IXe siècles. Les vestiges de cette ville sont situés près de la ville de Wijk bij Duurstede, aux Pays-Bas.
Ce port fluvial est situé sur l'un des bras de l'embouchure du Rhin, le Rhin inférieur qui s'y divise en deux formant le Lek et le Kromme Rijn (Rhin courbé) qui était à l'époque de Dorestad la branche principale du delta. Cette situation offrait des communications aisées vers la Manche et la Mer du Nord. Au sein de l'Empire carolingien, Dorestad est une possession personnelle de Charlemagne, comme Quentovic en France. Ces deux villes géraient l'essentiel du trafic maritime des Carolingiens. Régulièrement ciblé par les vikings et victime des changements du cours du Rhin, l'emporium carolingien entre en crise dans la seconde moitié du IXe siècle, avant d'être abandonné dans les années 860.
Des traces d'artisanat du textile et d'échouages ont été découverts, ainsi qu'une grande quantité de pièces de monnaies.

## Informations générales

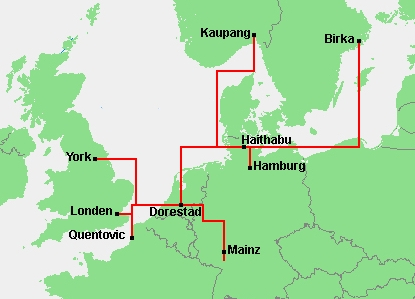
Carte des routes commerciales vers Dorestad.

Situé au sud de la Frise, région qui fut le point central de la navigation et du commerce entre l’Angleterre, les pays scandinaves et le reste du continent européen, le port de Dorestad est bâti sur les vestiges d'un ancien fort romain, sur un important confluent du Rhin, formé par le Lek vers l'ouest et le système du Rhin courbé vers le nord, via le Vecht et le lac Almere.

Royaume de Frise en 716 avec les noms de Dorestad et Utrecht en latin.

Dorestad est avec Utrecht l'une des villes principales du Royaume de Frise, bien que située sur sa limite sud-est. Les Francs disputent aux Frisons leur possession pendant les guerres franco-frisonnes.
Les vestiges de Dorestad sont situés près de la ville de Wijk bij Duurstede, qui lui doit son nom : en effet Wijk bij signifie village proche de et Duurstede résulte de l'évolution linguistique de Dorestad au cours des siècles dans le dialecte local. Son nom est attesté dès le VIIe siècle. Il est frappé sur des pièces de monnaie entre 630 et 650. De plus, le nom est confirmé par deux auteurs : le Cosmographe de Ravenne entre 670 et 690, et l'un des continuateurs du pseudo-Frédégaire, qui relate les combats de Pépin de Herstal en 695.
Au sein de l'Empire carolingien, Dorestad est une possession personnelle de Charlemagne, comme Quentovic en France. Ces deux villes géraient l'essentiel du trafic maritime des Carolingiens.
À cause de l'importance de son centre de commerce, Dorestad attire l'attention des Vikings. Elle est pillée en 834, 835, 836, 837, 846, 847, 857 et 863. Les historiens estiment qu'environ 7 000 Vikings ont pris part au premier raid en 834. La ville est devenue le centre du pouvoir de la principauté viking de Dorestad, entre 850 et 885.
Des travaux sur le Rhin ont comblé le port après 863 et la ville décline rapidement. Elle est définitivement détruite en 876.

### Fouilles archéologiques
Des fouilles archéologiques réalisées au XXe siècle ont permis de découvrir que la ville avait deux implantations, l’une au nord et l’autre au sud. Les constructions modernes empêchent les excavations dans la partie Sud, mais certains indices laissent penser que les deux implantations réunies formaient une agglomération qui s’étendait entre deux et trois kilomètres. Pour ce qui est de la partie Nord, plusieurs excavations se sont déroulées entre 1967 et 1977 sur près d’un kilomètre, et ont révélé plusieurs habitations, probablement des fermes.
Le site occupait un espace d'une trentaine d'hectares le long du Rhin. La ville était principalement construite en bois et ne comportait pas d’enceinte, comme certains l'avaient avancé. Les conclusions des fouilles démontrent que les habitations mesuraient entre 17 et 30 mètres de long pour 6 à 8 mètres de large. Chaque habitation était accompagnée d’un enclos et d’une paire de puits, ce qui démontre une importante activité agricole. Bien que ces habitations aient été similaires à ce que l'on trouve dans la région, celles qui étaient aux abords du Rhin étaient plus petites ; certains spécialistes en déduisent que la ville de Dorestad était marchande et non pas paysanne. De plus, les fouilles ont permis de relever la présence de chemins en bois et de plateaux, qui servaient de débarcadère pour les embarcations. Ces plateaux suivaient le cours de la déviation du Rhin et permettaient ainsi une activité portuaire importante
ue les traces d'un bâtiment en bois qui pourrait être une église.
Une fibule dite fibule de Dorestad (nl) datée d'environ 775-800 a été trouvée dans un puits de Dorestad en 2015. Elle fait partie de la collection du Musée national des Antiquités de Leyde.

### Une ville éphémère
La ville de Dorestad connaît son apogée à l'extrême fin du VIIIe siècle et au tout début du IXe siècle. Cependant cet apogée ne dure qu'un laps de temps limité. C'est au début des années 820 que la ville est à son apogée. En effet, les différents types de pièces de monnaie retrouvés sur les sites de fouilles montrent que Dorestad était une plaque tournante de l’économie de son époque. Ces pièces proviennent principalement d’Angleterre, du Danemark et d’Italie. Dorestad peut ainsi être considérée comme un centre d’échanges commerciaux.
Les Carolingiens avaient établi des ateliers de frappe de monnaie, activité qui connut son apogée durant les années 830. Néanmoins, une chute rapide des échanges monétaires à partir des années 840, et les années 860 marquent la fin de Dorestad comme pilier du commerce extérieur. Le déclin rapide de la ville peut être associé à deux facteurs. Le premier est humain, en raison des multiples raids des Vikings sur la ville de 834 à 863,. Le second est de type naturel, avec la modification des conditions hydrographiques : le territoire de la Frise subissait de grandes inondations en 864, et a connu une déviation du cours du Rhin ce qui a entraîné une désertion de la ville et finalement, son déclin en tant que centre commercial.

## Une plaque tournante de l’économie

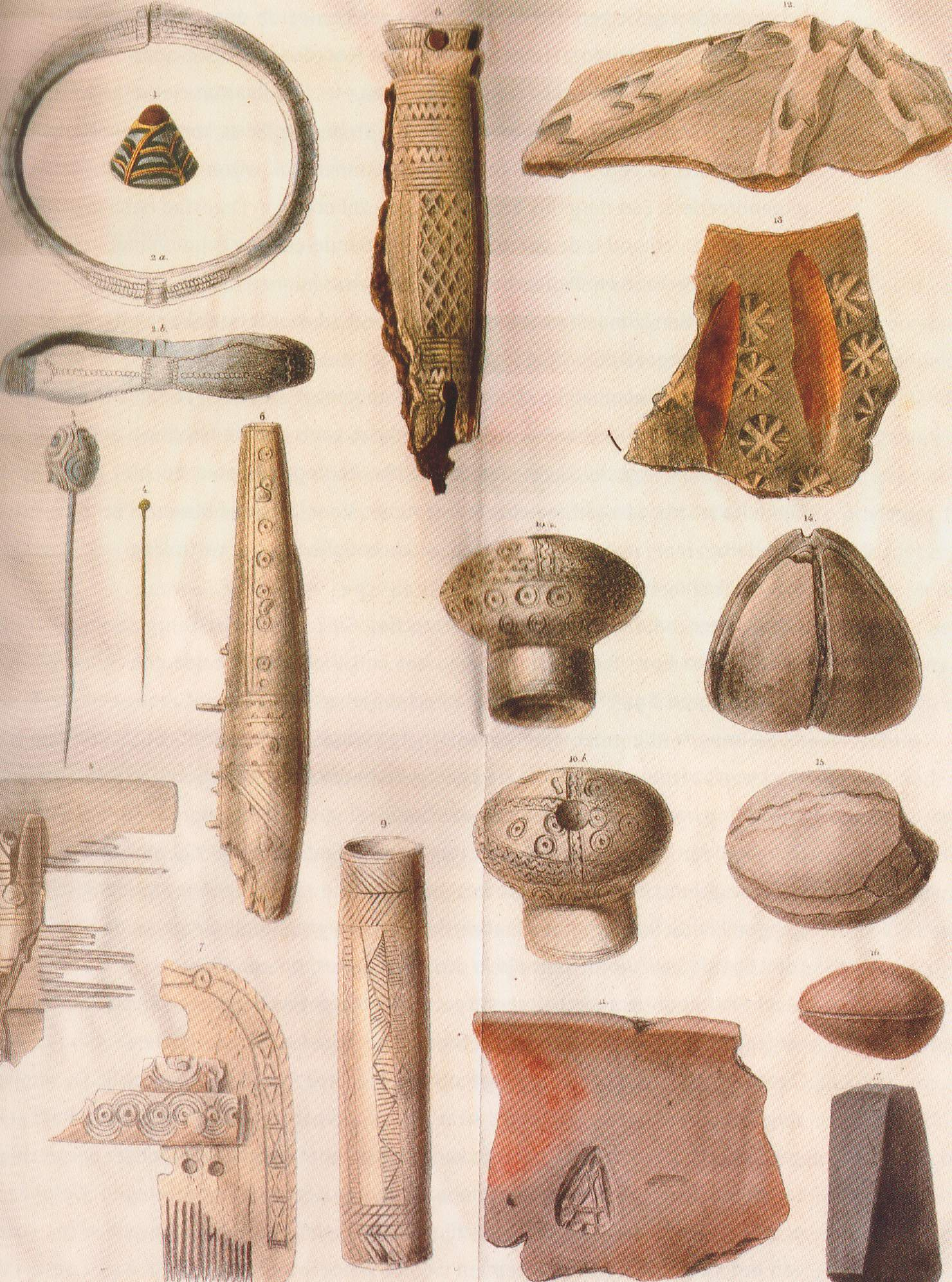
Quelques artéfacts trouvés dans les fouilles de Dorestad.

La ville de Dorestad, véritable centre économique, disposait de plusieurs secteurs d’activités : un secteur agricole, un secteur industriel et un secteur commercial.

### Secteur agricole
Le secteur agricole semblait disposer d'une zone attitrée qui se situait dans l’est de la colonie. L'activité agricole se concentrait sur la production de protéines et les surplus non consommés par les animaux étaient distribués aux alentours, faisant de la ville un grand marché pour les communautés avoisinantes. Le fait que la ville ait été capable de proposer aussi bien des activités agricoles que portuaires est l’une des caractéristiques les plus importantes de la Frise du Moyen Âge.

### Secteur industriel
En plus de son activité agricole importante, Dorestad avait une fonction industrielle marquée, comme l'ont montré les fouilles révélant des preuves de fabrication de navires, et l'existence de métallurgie. La ville semblait avoir aussi des activités artisanales telles que le travail de l’ambre, de l’os et une industrie textile importante. Certains historiens ont affirmé que la production semblait être à grande échelle, car selon les informations relevées, Dorestad devait exporter ses surplus, soit dans les villes avoisinantes, soit dans d’autres régions. Ceci renforce d’autant plus le troisième aspect de Dorestad : l’aspect commercial.

### Secteur commercial
En effet, Dorestad était une place de choix comme centre commercial grâce à sa situation géographique. Son emplacement sur un embranchement du Rhin qui donne accès autant à l’intérieur du continent qu’à la mer du Nord, en font un endroit très stratégique pour un port. La plupart des produits retrouvés dans les fouilles montrent qu'un nombre non-négligeable d’articles proviennent de la région du Rhin allemand. De la poterie, des tonneaux de vin, des armes, des esclaves, transitaient entre autres à Dorestad. Dans les faits, lorsqu'on compare l’état des importations et de la production pour Dorestad, la proportion est de 80% pour les importations et 20% pour la production, alors que dans les villes plus continentales, le ratio est de 30% et 70%. Cela démontre bien l’importance du commerce pour cette ville par rapport aux autres régions. Cette vigueur commerciale s'explique en partie par la navigabilité du réseau hydrographique de la ville.

### Une prospérité carolingienne
La prospérité de Dorestad était en grande partie créée par la dynastie carolingienne. La région a été conquise par les Francs durant la première partie du VIIIe siècle, ce qui fait de Dorestad, une ville de l’Empire. Le développement de cette ville comme moteur économique ne s’est pas fait seulement par les Frisons, mais aussi par l’administration carolingienne. Cette administration a pris plusieurs mesures administratives afin d'accroître la prospérité de cette ville.
Les Carolingiens ont profité de la position géographique pour faire de Dorestad l’un des principaux points d’accès maritime à l’Empire. En 779, elle faisait partie d’un regroupement de villes auxquelles ils permettaient de ne pas payer de taxes. Le tout changeât durant le règne de Louis le Pieux, qui impose une taxe de 10% sur les marchandises lors de leur passage à Dorestad. Elle disposait d’ailleurs de fonctionnaires qui étaient chargés de récolter ces taxes. En s’appropriant le centre commercial pour eux et en utilisant le dynamisme des marchands frisons, ils seraient capables de contrôler la ville, autant stratégiquement qu’économiquement.
Une autre des mesures des Carolingiens qui a rendu Dorestad très importante durant leur règne était la mise en place d’ateliers de fabrication de monnaie. En effet, commencé sous son règne, Pépin le Bref mit en place les deniers de Dorestad qui visent à remplacer les sceattas, la monnaie frisonne. Sous les règnes de Charlemagne et Louis le Pieux, ces ateliers sont définitivement à leurs apogées, alors que ceux-ci ont augmenté leurs catalogues à 7 et 8 pièces. C’est pendant la fin du règne de Louis que le port connaît ses meilleurs jours car la frappe de pièce était à son plus haut niveau. L’importance des pièces produites à Dorestad démontre que la ville était réellement un centre économique important. Plusieurs pièces ont été retrouvées en Scandinavie, certaines autres dans la région baltique.
L'importance économique de Dorestad précède l’arrivée des Carolingiens. Tout d’abord, les Frisons avaient une excellente capacité à tirer profit des ressources naturelles de leurs territoires. En effet, que ce soit l’exploitation du sel, la pêche et même les prairies, ils avaient su exploiter leur environnement à sa pleine capacité. Les élevages leur fournissaient les matières premières pour le travail artisanal. Ils travaillaient le cuir, les os et la laine. D’ailleurs, les Frisons avaient commencé dès l’époque romaine, car ils avaient des besoins en blé, en bois, matières qui sont absentes dans la région. Les besoins des Frisons les poussaient à développer une attitude commerciale pour parvenir à combler leurs besoins et à échanger leurs surplus.

## Les Vikings
Les Vikings furent des acteurs déterminants dans la chute de la ville de Dorestad comme centre économique. La première raison est l’absence d’opposition dans l’empire carolingien. En effet, les Carolingiens étaient aux prises avec des luttes internes très importantes et un état en train de se décomposer, ce qui rendait la défense du territoire complètement impossible. Étant donné que l’empire Carolingien était divisé dans une lutte entre les trois fils de Louis le Pieux, les vikings en profitaient pour utiliser la force et piller l’Empire.
Outre la faiblesse de l’Empire, l'intérêt pour les Vikings d'entreprendre des expéditions en Europe de l’Ouest était commercial. En effet, ils respectaient le commerce et plusieurs récits racontaient la capacité des Vikings à commercer extérieurement, notamment avec les peuples slaves et l’Empire byzantin. En lien avec cela, les routes commerciales avaient changé. Durant l’Antiquité, la Méditerranée était le centre commercial important, mais lors de la chute de l’Empire romain, la route s’était déplacée. Puisque les musulmans avaient pris le contrôle de Méditerranée avant l’époque carolingienne, les routes commerciales s’étaient déplacées vers le nord. C’est dans ce contexte que les Vikings développèrent la route de l’ouest, la Vestrvegr, dont l’un des points d’entrée est Dorestad. Donc, les Vikings connaissaient bien l’importance commerciale de Dorestad pour l’empire carolingien. Elle faisait d’ailleurs partie du réseau d’échange vers le nord, car elle avait des liens avec Birka, notamment. Dès 834, les Danois menaient des raids contre Dorestad qui continuèrent pendant plusieurs années, devenant même annuels. Ces raids seront rapportés dans les annales de Saint-Bertin, décrivant la destruction et le pillage que les Danois effectuèrent sur leur passage.
La ville de Dorestad fut, quoique brièvement, un centre commercial de premier plan durant le IXe siècle. La ville profitait de la puissance carolingienne pour faire exploser son développement commercial et économique, mais le dynamisme des frisons n’est pas à ignorer dans le développement de ce centre commercial. Finalement, l’éclatement de l’empire Carolingien, l’arrivée des Vikings et les conditions géographiques firent en sorte que la chute de la ville fut aussi rapide que son développement.

### Ouvrages
- Régis Boyer, Les Vikings, Paris, Éditions Perrin, 2004, 442 p.
- (en) Brian Hobley et Richard Hodges, The rebirth of towns in the west AD 700-1050, Londres, Council for British Archeology, 1988, 135 p.
- Stéphane Lebecq, Marchands et navigateurs frisons au haut Moyen-âge, France, Presses universitaires de Lille, 1983, 375 p.
- (en) Else Roesdahl, The vikings, Grande Bretagne, Penguin books, 1998, 324 p.
- (en) Chris Wickham, Framing the Early Middle Age, Europe and the Mediterranean 400-800 (en), États-Unis, Presses universitaires d’Oxford, 2005, 990 p.

### Articles
- (en) Simon Coupland, « Trading places, Quentovic and Dorestad reassessed », Early medieval Europe, vol. 11, no 3,‎ novembre 2002, p. 209-232
- (en) Simon Coupland, « Dorestad in the ninth century: the numismatic evidence », Jaarboek voor Munt- en Penningkunde, vol. 75, no 3,‎ 1988, p. 5-26
- Stéphane Lebecq, « Entre terre et mer, La mise en valeur des contrées littorales de l’ancienne Frise », Histoire, économie et société, vol. 16, no 3,‎ 1997, p. 361-376 (lire en ligne)